# Élection à la direction des Libéraux-démocrates de 2017
L'élection à la direction des Libéraux-démocrates de 2017 a eu lieu du 14 juin au 20 juillet 2017, pour élire le nouveau chef de file du parti, après la démission de Tim Farron en raison de sa foi, une semaine après les élections générales de 2017 où les libéraux-démocrates remportent 4 sièges de plus qu'en 2015. Tim Farron est un fidèle anglican or son parti est libéral sur les questions sexuelles.

## Résultats
Vince Cable est le seul candidat. Il est donc élu chef des Libéraux-démocrates sans opposition.